# Billy Bob Thornton
Billy Bob Thornton (Hot Springs, Arkansas, 1955. augusztus 4. –) Oscar- és Golden Globe-díjas amerikai színész, forgatókönyvíró, filmrendező, drámaíró és énekes.
Az 1990-es évek közepén tett szert jelentősebb hírnévre, miután ő volt a Pengeélen című film rendezője, forgatókönyvírója és egyik szereplője is egyben, amiért megkapta az Oscar-díjat a legjobb adaptált forgatókönyv kategóriában. A film óta sikeres karriert futott be filmszínészként Hollywoodban. Thorntont a média gyakran úgy írja le, mint „Hollywood alfahímje.”

## Élete
1955. augusztus 4-én született az arkansasi Hot Springs-ben. Szülei Virginia Roberta és William Raymond "Billy Ray" Thornton (1929-1974) voltak. Testvére, Jimmy Don (1958-1988) dalszerző volt; Thornton ezekből kettőt ("Island Avenue", "Emily") elő is adott lemezein. Részben ír származású. Van egy testvére, John David Thornton.
Több arkansasi városban is élt Hot Springsen kívül, például Malvernben vagy Mount Hollyban. Metodista vallásban nevelkedett. 1973-ban érettségizett a Malvern High School tanulójaként. Mivel a középiskolában jól baseballozott, így jelentkezett a Kansas City Royals csapatához, de egy sérülés után szabadon engedték. Kis ideig aszfaltozó volt az Arkansas State Transportation Departmentnél, majd a Henderson Állami Egyetemen tanult pszichológiát, de két félév után kilépett.
A nyolcvanas években Los Angelesbe költözött.

## Magánélete

### Kapcsolatai és gyerekei
Thornton hatszor volt házas. Három nőtől született négy gyereke.
1978 és 1980 között Melissa Lee Gatlin volt a felesége, aki válóperében "összeférhetetlenségre és házasságtörésre" hivatkozott. Van egy lányuk, Amanda (Brumfield), akit 2008-ban 20 év börtönre ítéltek barátnője egyéves kislányának haláláért. Amandát végül 2020-ban szabadlábra helyezték, miután a bizonyítékok meghallgatása előtt megegyeztek az ügyészekkel, hogy orvosi és tudományos bizonyítékokkal támasztják alá ártatlanságát.
Thornton 1986-ban vette feleségül Toni Lawrence színésznőt; a következő évben szakítottak, majd 1988-ban elváltak.
1990 és 1992 között házasságban élt Cynda Williams színésznővel, akit az Egy rossz lépés (1992) című forgatókönyvírói debütálásában szerepeltetett.
1993-ban Thornton feleségül vette a Playboy modell Pietra Dawn Cherniakot, akitől két fia született, Harry James és William. A házasság 1997-ben ért véget, mivel Cherniak Thorntont házasságon belüli bántalmazással vádolta, néha a gyermekei szeme láttára.
Thornton eljegyezte Laura Dern színésznőt, akivel 1997 és 1999 között járt, de 2000-ben feleségül vette Angelina Jolie színésznőt, akivel együtt játszott a Vakrepülés (1999) című filmben, és aki 20 évvel fiatalabb volt nála. A házaspár a különös szeretetnyilvánítások miatt vált ismertté, amelyek közé tartozott az is, hogy egymás vérét tartalmazó üvegcséket viseltek a nyakukban; Thornton később tisztázta, hogy az "üvegcsék" valójában két kis szelencét jelentettek, amelyek mindegyike csak egyetlen csepp vért tartalmazott. Thornton és Jolie 2002 márciusában jelentették be egy kambodzsai gyermek örökbefogadását, de később kiderült, hogy Jolie egyedülálló szülőként fogadta örökbe a gyermeket. 2002 júniusában szakítottak, a következő évben pedig elváltak.
2003-ban Thornton kapcsolatot kezdett Connie Angland sminkes alkalmazottal, akivel van egy közös lányuk, Bella, és a kaliforniai Los Angelesben élnek. Egyszer azt nyilatkozta, hogy valószínűleg nem fog újra megházasodni, mondván, hogy szerinte a házasság „nem működik” számára, de a képviselői megerősítették, hogy ő és Angland összeházasodtak 2014. október 22-én, Los Angelesben.

### Egészségügyi problémák
Los Angeles-i évei alatt Thornton kórházba került, és szívizomgyulladást diagnosztizáltak nála, ami egy alultápláltság okozta szívbetegség. Elmondta, hogy vegán étrenden él, és „rendkívül egészséges”, nem eszik egészségtelen ételeket, mivel allergiás a búzára és a tejtermékekre.
Thornton obszesszív-kompulzív zavarban szenved.

### Egyéb
Thornton baseballrajongó és a St. Louis Cardinals szurkolója. A filmes szerződéseiben az egyik követelménye, hogy a lakókocsijában legyen egy televízió, műholdas parabolaantennával, hogy nézhesse a Cardinals mérkőzéseit. Ő volt a narrátora a The 2006 World Series Filmnek, a Cardinals bajnoki szezonját bemutató, év végi összefoglaló DVD filmnek. Emellett az Indianapolis Colts futballcsapat nagy rajongója.
Thornton egy úgynevezett Bróni, az Én kicsi pónim: Varázslatos barátság rajongója.

## Filmográfia

### Film

#### Rendező és író
| Év   | Magyar cím              | Eredeti cím                                     | Feladatkör | Feladatkör   | Megjegyzések   |
| Év   | Magyar cím              | Eredeti cím                                     | Rendező    | Forgatókönyv | Megjegyzések   |
| ---- | ----------------------- | ----------------------------------------------- | ---------- | ------------ | -------------- |
| 1991 |                         | Widespread Panic: Live from the Georgia Theatre | Igen       | Nem          | rövidfilm      |
| 1992 | Egy rossz lépés         | One False Move                                  | Nem        | Igen         |                |
| 1994 |                         | Some Folks Call It a Sling Blade                | Nem        | Igen         | rövidfilm      |
| 1996 | Pengeélen               | Sling Blade                                     | Igen       | Igen         |                |
| 1996 | Testvérek között        | A Family Thing                                  | Nem        | Igen         |                |
| 2000 | Rossz álmok             | The Gift                                        | Nem        | Igen         |                |
| 2000 |                         | The Last Real Cowboys                           | Nem        | Igen         | rövidfilm      |
| 2000 | Vad lovak               | All the Pretty Horses                           | Igen       | Nem          | filmproducer   |
| 2001 | A papa és ők            | Daddy and Them                                  | Igen       | Igen         |                |
| 2001 | Kamuzsaru               | Camouflage                                      | Nem        | Igen         |                |
| 2011 |                         | The King of Luck                                | Igen       | Nem          | dokumentumfilm |
| 2013 | Jayne Mansfield kocsija | Jayne Mansfield's Car                           | Igen       | Igen         |                |

#### Színész
| Év   | Magyar cím                 | Eredeti cím                                  | Szerep                             | Magyar hang       |
| ---- | -------------------------- | -------------------------------------------- | ---------------------------------- | ----------------- |
| 1986 |                            | Hunter’s Blood                               | Billy Bob                          |                   |
| 1988 |                            | South of Reno                                | pultos                             |                   |
| 1989 | Furcsa fickók a fedélzeten | Going Overboard                              | Dave                               |                   |
| 1989 |                            | Chrome Hearts                                | Donny                              |                   |
| 1991 |                            | The Dark Backward                            | vendég (stáblistán nem szerepel)   |                   |
| 1991 | Kopaszoknak szeretettel    | For the Boys                                 | haditengerészeti őrmester Koreában |                   |
| 1992 | Egy rossz lépés            | One False Move                               | Ray Malcolm                        | Várkonyi András   |
| 1993 | Tombstone – A halott város | Tombstone                                    | Johnny Tyler                       | Szűcs Sándor      |
| 1993 | A vér kötelez              | Blood In Blood Out                           | 'Lightning'                        |                   |
| 1993 | Tisztességtelen ajánlat    | Indecent Proposal                            | utazó                              | Wohlmuth István   |
| 1993 | Az elveszett brigád        | Ghost Brigade                                | Langston                           |                   |
| 1993 | Szerencse cinkelt lapokkal | Trouble Bound                                | Coldface                           | Nagy Miklós       |
| 1993 | Szerencse cinkelt lapokkal | Trouble Bound                                | Coldface                           | Kőszegi Ákos      |
| 1994 | Lángoló jég                | On Deadly Ground                             | Homer Carlton                      | Markovics Tamás   |
| 1994 |                            | Floundering                                  | fegyverbolti eladó                 |                   |
| 1994 |                            | Some Folks Call It a Sling Blade (rövidfilm) | Karl Childers                      |                   |
| 1995 | Halott ember               | Dead Man                                     | George 'Nagy George' Drakoulious   |                   |
| 1995 | Henrietta csillaga         | The Stars Fell on Henrietta                  | Roy                                | Gesztesi Károly   |
| 1996 | Pengeélen                  | Sling Blade                                  | Karl Childers                      | Csuja Imre        |
| 1996 | A nyerő                    | The Winner                                   | Jack                               | Sörös Sándor      |
| 1997 | Az apostol                 | The Apostle                                  | bajkeverő                          |                   |
| 1997 | Halálkanyar                | U Turn                                       | Darrell                            | Várkonyi András   |
| 1997 | A vadon hercegnője         | Princess Mononoke                            | Jigo (angol hangja)                |                   |
| 1997 |                            | An Alan Smithee Film: Burn Hollywood Burn    | önmaga (cameo)                     |                   |
| 1998 | Szimpla ügy                | A Simple Plan                                | Jacob Mitchell                     | Sörös Sándor      |
| 1998 | Armageddon                 | Armageddon                                   | Dan Truman                         | Végvári Tamás     |
| 1998 | Fű alatt                   | Homegrown                                    | Jack Marsden                       | Tordy Géza        |
| 1998 | A nemzet színe-java        | Primary Colors                               | Richard Jemmons                    | Reviczky Gábor    |
| 1999 | Vakrepülés                 | Pushing Tin                                  | Russell Bell                       | Dörner György     |
| 2000 |                            | The Last Real Cowboys (rövidfilm)            | Tar                                |                   |
| 2001 | Kelet vadnyugat            | South of Heaven, West of Hell                | Smalls dandártábornok              | Jakab Csaba       |
| 2001 | A papa és ők               | Daddy and Them                               | Claude Montgomery                  |                   |
| 2001 | Szörnyek keringője         | Monster's Ball                               | Hank Grotowski                     | Trokán Péter      |
| 2001 | Banditák                   | Bandits                                      | Terry Lee Collins                  | Csuja Imre        |
| 2001 | Az ember, aki ott se volt  | The Man Who Wasn't There                     | Ed Crane                           | Benedek Miklós    |
| 2002 | Négyen résen               | Waking Up in Reno                            | Lonnie Earl Dodd                   | Jakab Csaba       |
| 2002 | Indíték: előítélet         | The Badge                                    | Darl Hardwick seriff               | Sörös Sándor      |
| 2003 | Tapló télapó               | Bad Santa                                    | Willie Soke                        | Jakab Csaba       |
| 2003 | Tapló télapó               | Bad Santa                                    | Willie Soke                        | Csernák János     |
| 2003 | Igazából szerelem          | Love Actually                                | amerikai elnök                     | Szacsvay László   |
| 2003 | Kegyetlen bánásmód         | Intolerable Cruelty                          | Howard D. Doyle                    | Szacsvay László   |
| 2003 | Lebegés                    | Levity                                       | Manuel Jordan                      | Szakácsi Sándor   |
| 2004 | Péntek esti fények         | Friday Night Lights                          | Gary Gaines edző                   | Jakab Csaba       |
| 2004 | Alamo – A 13 napos ostrom  | The Alamo                                    | Davy Crockett                      | Szervét Tibor     |
| 2004 |                            | Chrystal                                     | Joe                                |                   |
| 2005 | A nagy kaszálás            | The Ice Harvest                              | Vic Cavanaugh                      | Haás Vander Péter |
| 2005 | Gáz van, jövünk!           | Bad News Bears                               | Morris Buttermaker edző            | Haás Vander Péter |
| 2005 | Gáz van, jövünk!           | Bad News Bears                               | Morris Buttermaker edző            | Jakab Csaba       |
| 2006 | Balek-suli                 | School for Scoundrels                        | Dr. P. / Dennis Sherman            | Jakab Csaba       |
| 2007 | Családi űrutazás           | The Astronaut Farmer                         | Charles Farmer                     | Czvetkó Sándor    |
| 2007 | Anyámon a tanárom          | Mr. Woodcock                                 | Jasper Woodcock                    | Barbinek Péter    |
| 2008 | Sasszem                    | Eagle Eye                                    | Thomas Morgan FBI-ügynök           | Barbinek Péter    |
| 2008 | Az informátorok            | The Informers                                | William                            | Csernák János     |
| 2009 |                            | My Run (dokumentumfilm)                      | narrátor (hangja)                  |                   |
| 2009 |                            | The Smell of Success                         | Patrick                            |                   |
| 2010 | Rohanás                    | Faster                                       | Slade Humphries nyomozó            | Kőszegi Ákos      |
| 2011 |                            | Nashville Rises (dokumentumfilm)             | narrátor (hangja)                  |                   |
| 2011 | Csizmás, a kandúr          | Puss in Boots                                | Jack (hangja)                      | Kőszegi Ákos      |
| 2013 | Jayne Mansfield kocsija    | Jayne Mansfield's Car                        | Skip Caldwell                      | Kőszegi Ákos      |
| 2013 | Számkivetettek             | The Baytown Outlaws                          | Carlos                             | Fazekas István    |
| 2013 | Félelmetes nap             | Parkland                                     | Forrest Sorrels                    | Sörös Sándor      |
| 2014 |                            | Cut Bank                                     | Stan Steeley                       |                   |
| 2014 | A bíró                     | The Judge                                    | Dwight Dickham                     | Laklóth Aladár    |
| 2015 | A grizzly birodalma        | Into the Grizzly Maze                        | Douglas                            | Epres Attila      |
| 2015 | Törtetők                   | Entourage                                    | Larsen McCredle                    | Jakab Csaba       |
| 2015 | A válságstáb               | Our Brand Is Crisis                          | Pat Candy                          | Jakab Csaba       |
| 2016 | Afganisztáni víg napjaim   | Whiskey Tango Foxtrot                        | Hollanek tábornok                  | Jakab Csaba       |
| 2016 | Tapló télapó 2.            | Bad Santa 2                                  | Willie Soke                        | Jakab Csaba       |
| 2018 | Londoni pálya              | London Fields                                | Samson Young                       | Rátóti Zoltán     |
| 2018 | Millió darabra törve       | A Million Little Pieces                      | Leonard                            | Jakab Csaba       |
| 2022 | A szürke ember             | The Gray Man                                 | Donald Fitzroy                     | Sztarenki Pál     |
| 2023 |                            | Devil's Peak                                 | Charlie                            |                   |
| 2024 |                            | Standing on the Shoulders of Kitties         | önmaga                             |                   |

### Televízió
| Év        | Magyar cím      | Eredeti cím         | Szerep                                 | Megjegyzések                                |
| --------- | --------------- | ------------------- | -------------------------------------- | ------------------------------------------- |
| 1987      |                 | Matlock             | zálogbolti alkalmazott                 | 1 epizód                                    |
| 1988      |                 | Circus              | Billy Bob                              | próbaepizód                                 |
| 1990      |                 | The Outsiders       | 'Buck' Merill                          | 10 epizód                                   |
| 1990–1991 | Kisvárosi mesék | Evening Shade       | Alvin / virágárus                      | 2 epizód                                    |
| 1992      |                 | Knots Landing       | favágó                                 | 1 epizód                                    |
| 1992–1995 |                 | Hearts Afire        | Billy Bob Davis                        | főszereplő                                  |
| 1995      |                 | Out There           | Jailbird                               | tévéfilm                                    |
| 1996      | Ne nézz vissza! | Don't Look Back     | Marshall                               | tévéfilm (forgatókönyvíró)                  |
| 1997      |                 | Ellen               | boltos                                 | 1 epizód                                    |
| 1998      | Texas királyai  | King of the Hill    | Boyce Hubert (hangja)                  | 1 epizód                                    |
| 2001–2005 | MacsEb          | CatDog              | MacsEb apja / Hound Dog McDog (hangja) | 2 epizód                                    |
| 2014–2017 | Fargo           | Fargo               | Lorne Malvo                            | - 10 epizód - magyar hangja: - Kőszegi Ákos |
| 2014–2017 | Fargo           | Fargo               | narrátor (hangja)                      | 1 epizód                                    |
| 2014      | Robotcsirke     | Robot Chicken       | Shlorp nagypapa (hangja)               | 1 epizód                                    |
| 2014      | Agymenők        | The Big Bang Theory | Dr. Oliver Lorvis                      | 1 epizód                                    |
| 2016      | Amerikai fater  | American Dad!       | önmaga (hangja)                        | 1 epizód                                    |
| 2016–2021 | Góliát          | Goliath             | Billy McBride                          | főszereplő                                  |
| 2021      | 1883            | 1883                | Jim Courtright marsall                 | - 1 epizód - magyar hangja: - Jakab Csaba   |
| 2022      | Harley Quinn    | Harley Quinn        | önmaga (hangja)                        | 1 epizód                                    |
| 2024      | Az olajügynök   | Landman             | Tommy Norris                           | főszereplő                                  |

## Diszkográfia
- Private Radio (CD) – Universal Records – 2001
- Earl Scruggs And Friends (CD) – MCA Records – 2001
- The Edge of the World (CD) – Sanctuary Records – 2003
- Hobo (CD) – Big Deal Records – 2005
- Beautiful Door (CD) – New Door Records – 2007
- The Boxmasters (with the Boxmasters) (CD) – Vanguard Records – 2008

## Fordítás
- Ez a szócikk részben vagy egészben  a   Billy Bob Thornton című angol Wikipédia-szócikk fordításán alapul.  Az eredeti cikk szerkesztőit annak laptörténete sorolja fel. Ez a jelzés csupán a megfogalmazás eredetét és a szerzői jogokat jelzi, nem szolgál a cikkben szereplő információk forrásmegjelöléseként.